# Columbia Falls, Montana
Columbia Falls är en ort i Flathead County i Montana. Vid 2020 års folkräkning hade Columbia Falls 5 308 invånare.